# Rien's Planeet
Rien's Planeet (sic) (originele titel: Planet Sheen) is een spin-off van De Avonturen van Jimmy Neutron: Wonderkind, waarin Jimmy's vriend Rien de hoofdrol heeft. Het is een animatieserie bedoeld voor kinderen die wordt uitgezonden door Nickelodeon.

## Verhaal
Het verhaal begint bij Rien (Engels: Sheen) die de werkplaats van Jimmy inloopt en daar briefjes vindt waarop staat dat hij niet in zijn werkplaats mag komen en geen voorwerpen mag aanraken. Rien luistert hier uiteraard niet naar en loopt naar binnen. Daar komt hij een briefje tegen waarop staat: 'Rien, Druk niet op deze knop JN' dat op een raket geplakt zit. Uiteraard klimt hij in de raket en drukt op de knop. Daardoor zet hij de raket in werking en vliegt de ruimte in. Vier miljoen en 1 lichtjaar verder crasht Rien op een planeet die door buitenaardse wezens genaamd 'Zeenuanen' bewoond is. Kort na de crash wil Rien naar huis, maar zijn raket was vernield toen hij in het huis vloog van Dorkus (wiens naam vaak door Rien belachelijk wordt gemaakt).
Dorkus (een van de voornaamste adviseurs van de keizer) is woedend dat Rien zijn huis heeft verwoest en is van plan om hem te vernietigen. De keizer dwarsboomt zijn plannen echter steeds. Een groot deel van de show draait om Rien en de vervelende Dorkus die hem wil vernietigen. Rien maakt veel nieuwe vrienden, waaronder Doppy (een groen, slakachtig wezen dat lijkt Riens vriend op aarde, Kas Wezel), Keizer (de heerser van Zeenu, die ervan overtuigd is dat Rien een bovennatuurlijk schepsel is), Nesmith (een intelligente chimpansee van de aarde die uitblinkt in vakken als wiskunde en techniek), en een meisje genaamd Aseefa waar Rien verliefd op wordt. Aseefa heeft een huisdier (het meest gevreesde en gevaarlijke wezen op Zeenu) met de naam Chock Chock.
Met de hulp van zijn nieuwe Zeenuaanse vrienden moet Rien zijn raket repareren zodat hij terug kan naar de Aarde.
Behalve Rien is geen van de andere Jimmy Neutron-personages in deze serie verschenen. Cas maakte wel een cameo in een flashback, maar is niet als zichzelf verschenen. Het is onbekend waarom Jimmy en de anderen niet op zoek zijn naar Rien.
Hoewel, in een aflevering van Jimmy Neutron wordt er gesuggesteerd dat Rien wel is teruggekeerd van Zeenu. 

## Nederlandse nasynchronisatie
- Rien: Seb van den Berg
- Doppy: Roben Mitchell van den Dungen Bille
- Aseefa: Niki Romijn
- Nesmith: Rutger Le Poole
- Dorkus Aurelius: Finn Poncin
- Keizer: Leo Richardson
- Prinses Oom: Donna Vrijhof
- Overige stemmen werden gedaan door oa: Stan Limburg, Seb van den Berg

De titelsong wordt gezongen door Seb van den Berg en Marcel Jonker.

## Engelse stemmen
- Rien: Jeffrey Garcia
- Doppy: Rob Paulsen
- Aseefa: Soleil Moon Frye
- Nesmith: Bob Joles
- Dorkus: Jeff Bennett
- Pinter: Thomas Lennon
- Keizer/Chocktow: Fred Tatasciore
- Princess OomLaa: Candi Milo

## Personages
- Rien Juarrera Estevez is de hyperactieve 13-jaar oude hoofdpersoon van de serie. Hij kan zich niet lang concentreren en was in zijn derde jaar van groep zes toen hij werd gelanceerd naar Zeenu. Rien moet vaak zelf de problemen oplossen, in tegenstelling tot zijn rol in de originele serie. Hij wordt verliefd op een Zeenuaanse strijder genaamd Aseefa. Om geen kinderlijk taalgebruik te gebruiken zegt hij vaak 'vooralsnog, desalniettemin en jacuzzi!' Hij is Mexicaans en kan gitaarspelen. Zijn talent is om zijn been achter zijn oor te leggen. Hij heeft veel certificaten waar zijn 'tweede naam' op staat, zoals 'slangenmelker' en 'marshmallow-teler'.

- Doppy is de Zeenuaanse versie van Cas Wezel, een van Riens vrienden in de originele serie. Hij lijkt op een groene slak met Kas' gezicht en draagt twee brillen op zijn vier ogen. Net als Kas kan hij zich gemakkelijk beledigd voelen. Doppy raakt al snel bevriend met Rien. In een aflevering zegt Doppy dat zijn naam geschreven wordt als D.O.P.P.tralala.I.E.,maar tralala spreek je niet uit.

- Aseefa is een moedig, blauw Glimmoriaans meisje met een paardenstaart die dient als derde arm. Ze is een avontuurlijke krijger. Rien heeft een oogje op Aseefa, maar is te zenuwachtig om het haar te vertellen. Aseefa lijkt op Neytiri uit de film Avatar, maar haar personage is ontworpen voordat Avatar werd uitgebracht. Ze spreekt minstens 14 talen.

- Nesmith is een chimpansee van de Aarde die al 48 jaar op Zeenu leeft. Hij kwam op Zeenu als een normale chimpansee, maar toen zijn raket crashte ontwikkelde hij een intelligentie en het vermogen om te spreken, te wijten aan de hogere zwaartekracht. Op Aarde was hij een circusartiest. Hij woont met Rien in hun huis op Zeenu. Zijn wollen muts en de naam is een verwijzing naar Michael Nesmith van de jaren 1960 pop-rockgroep The Monkees.

- Dorkus is de belangrijkste tegenstander van de serie. Hij was de koninklijke adviseur. Toen Riens raket op de planeet landde gaf de keizer hem Dorkus' baantje. Daarom wil Dorkus wraak nemen en probeert hij vaak Rien te vernietigen. Daarvan is Rien niet op de hoogte. Een running gag is dat in de meeste afleveringen zijn huis wordt vernietigd.

- Pinter is een klein, oranje, oogbalachtig wezen met tweetenige poten en vleermuisachtige vleugels. Hij is het hulpje van Dorkus. Dorkus reageert zich vaak af op Pinter als zijn kwade plannen mislukken.

- Keizer is een kleine, paarse inktvisachtige. Hij bevordert Rien als koninklijke adviseur. Hij eet vaak kleine levende dieren op. Zijn naam werd in aflevering 1 al genoemd maar die is moeilijk te onthouden. Daarom noemt Rien hem gewoon Keizer.

- Prinses Oom is de dochter van de keizer, alhoewel ze niet op hem lijkt. Ze heeft twee gezichten en vleugels. Ze likt Rien vaak met haar lange tong, wat hij niet leuk vindt.

- Chocktow is Aseefa's huisdier. Hij is een groot groen dinosaurusachtig wezen. Hij is in de aflevering 'Wat is er, Chock?' verliefd geweest op een roze vrouwelijke Chocktow maar hij werd afgewezen voor een ander.

## Afleveringen
| Nummer | Originele titel                      | Nederlandse titel              | Samenvatting |
| ------ | ------------------------------------ | ------------------------------ | --- |
| 1      | Pilot                                | Pilot                          | Rien vindt een raket in het lab van Jimmy Neutron en landt zo op de planeet Zeenu. |
| 2      | Is This Cute?                        | Is dit schattig?               | Een pony bezoekt de stad waar Rien woont. |
| 2      | The Boy Next Dorkus                  | Beter een goede buur...        | Rien geeft een feest. |
| 3      | Joust Friends                        | Liefdesduel                    | Rien vecht tegen het ex-vriendje van prinses Oom. |
| 3      | What's Up Chock?                     | Wat is er, Chock?              | Chocktow is kwijt. Rien en Asheefa gaan hem zoeken. |
| 4      | Sheen for a Day                      | Riens dag                      | Het is prinses Ooms ontpoppingsdag en Rien geeft haar een belangrijk onderdeel van de raket. |
| 4      | Well Bread Man                       | Mannelijk brood                | Rien wordt een man. |
| 5      | Cutting the Ultra-Cord               | De ultraband verbreken         | Rien mist Ultra Lord. |
| 5      | Trial by Jerry                       | Joerirechtspraak               | Nesmith wordt ervan verdacht dat hij een vogel opgegeten heeft. |
| 6      | Keeping Up with the Gronzes          | Stapel op de Gronzen           | Rien daagt de Gronzen uit om een boekentoren te maken. |
| 6      | Torzilla                             | Torzilla                       | Rien is het Zenuaanse eten zat en verbouwt een torzillaplant. |
| 7      | Thanksgetting                        | Pakjesseizoen                  | Rien voert een feestdag in op Zeenu waarin hij zoveel cadeaus krijgt dat zijn huis verzakt. |
| 7      | There’s Something About Scary        | Het is maar wat je denkt       | De keizer sluit iedereen op waarvan hij denkt dat ze eng zijn, waaronder Aseefa met haar 'oorlogsgezicht'. Het is aan Rien om haar te redden.                                                                                      |
| 8      | Act I, Sheen I                       | Riens droom                    | Dorkus probeert Rien te vernietigen in een toneelstuk. Het is aan Aseefa om hem te redden. |
| 8      | Money Suits Sheen                    | De kleren van de keizer        | De keizer heeft kleren die van geld gemaakt zijn en Rien wil die ook, maar dan moet hij eerst aan geld zien te komen. |
| 9      | Washing My Sheen                     | Wasmarien                      | Rien voert het plan in dat niemand op de planeet Zenu zich ooit meer gaat wassen, totdat vliegende monsters toeslaan. |
| 9      | Stuck in the Riddle with You         | Goed raadsel is duur           | Doppy en zijn ouders zijn opgeslokt door een vleesetende plant. De enige manier om ze eruit te redden is een raadsel beantwoorden van de plant, wat nog nooit eerder iemand gelukt is. Het is aan Rien en Nesmith om ze te redden. |
| 10     | Chock Around the Clock               | Chock aan je been              | Rien moet een dag op Chock Chock letten terwijl Aseefa weg is. |
| 10     | The Oomlick Maneuver                 | De Oomlik-maneuver             | Rien is het zat om steeds gelikt te worden door prinses Oom dus hij bedenkt een plan. |
| 11     | Ooze on First                        | Wie is er eerst?               | Rien introduceert honkbal op Zeenu en redt gelijk de planeet van een meteoriet. |
| 11     | Monster-Fighting Combat Strike Force | Monsterjagende gevechtseenheid | Rien en Doppy worden een team waarin ze monsters verslaan. |
| 12     | To Chill A Mocking Blurg             |                                | |
| 12     | Now You Sheen It                     |                                | |
| 13     | Desperate Houseguests                |                                | |
| 13     | Nesvidanya                           |                                | |
| 14     | Jinthy Nodtrun                       |                                | |
| 14     | The Xiltzax                          |                                | |

## Trivia
- Zeenu is een heel kleine planeet met een heel hoge zwaartekracht. Als je omhoog geschoten wordt kom je aan de andere kant weer terug nadat je langs de hele planeet bent gevlogen.